# تونسكوب
Tuniscope هي بوابة إلكترونية مجتمعية مقرها تونس، تركز على الأخبار والثقافة في تونس. يتم تشغيل الموقع من قبل شركة Eolia التونسية. رئيس التحرير هو خالد عويج. المحررين هم آمال الجربي وعبير فارس.
وفقًا لجوجل تريندز، كان لدى الموقع في أبريل 2011 ما معدله 10000 زائر فريد يوميًا.
في عام 2010، حصل الموقع على جائزة القمة العالمية WSA للجوال من القمة العالمية حول مجتمع المعلومات، للإنجاز الإقليمي المتميز في الإعلام والأخبار.

## روابط خارجية
- tuniscope.com